# 東離劍遊紀
《Thunderbolt Fantasy 東離劍遊紀》，簡稱《東離劍遊紀》，是一部由臺灣和日本雙方合作的奇幻武俠布袋戲系列電視劇，一共為全四季，以及三部的劇場版。劇本由日本編劇虛淵玄撰寫、角色設計與服裝造型則由Nitro+負責。布袋戲的拍攝由臺灣霹靂布袋戲製作，再由日本聲優重新配音。劇名由霹靂國際多媒體董事長黃強華命名，本作是臺灣布袋戲首次與日本跨界合作的特攝作品。
《東離劍遊紀》的故事較貼近武俠小說和史詩奇幻的性質，而非傳統的歷史小說。劇情架構緊湊精巧、荒誕不羈、卻又文筆流暢。作品中的角色設定有趣且充滿荒謬；布袋戲人偶的細膩動作與精湛演出、獨特的聲光效果，以及人偶華麗的服裝與精緻的佈景設計，都讓觀眾為之震撼。這也使得《東離劍遊紀》在日本、中國大陸、歐美等市場上成功打響知名度。除了布袋戲本身外，亦延伸發展出各式小說、漫畫、舞台劇和電子遊戲等多元衍生作品。
《東離劍遊紀》電視劇在日本市場表現亮眼，前三季曾登上各影音平台前10大熱播排行榜，並一舉奪下動漫分類冠軍。第4季在臺灣Line TV的點閱次數排行獲得第8名，這不僅是布袋戲電視劇首度入榜，更是成功超越《長樂曲》和《不愛，愛》真人電視劇。三部劇場版系列均有不錯的票房表現，以《Thunderbolt Fantasy 東離劍遊紀 最終章》的臺日票房為系列中最高。

## 製作
企劃起源於2014年，日本劇作家虛淵玄受邀出席第二屆臺北國際動漫節舉辦的《Fate/Zero》臺灣版小說發售簽名會，順道前往華山1914園區舉辦的「霹靂奇幻武俠世界-布袋戲藝術大展」參觀時，得知布袋戲此一類藝術形式後大為訝異，並決志要「把這樣的內容也介紹給日本知道」而帶著霹靂國際多媒體（簡稱霹靂）的劇集《霹靂俠影之轟動武林》DVD回日本向同事推廣。
霹靂董事長黃強華的兒子黃亮勛總經理得知此事後，立即向虛淵玄初步表達了合作意願。隨後，霹靂旗下的偶動漫娛樂子公司以電子郵件與虛淵玄聯絡，便收到Nitro+社長小坂崇氣的回覆，表示願意正式洽談合作。之後經歷過Nitro+、Good Smile Company以及霹靂的三方協商與合資，最終「Thunderbolt Fantasy Project」企劃就此誕生。

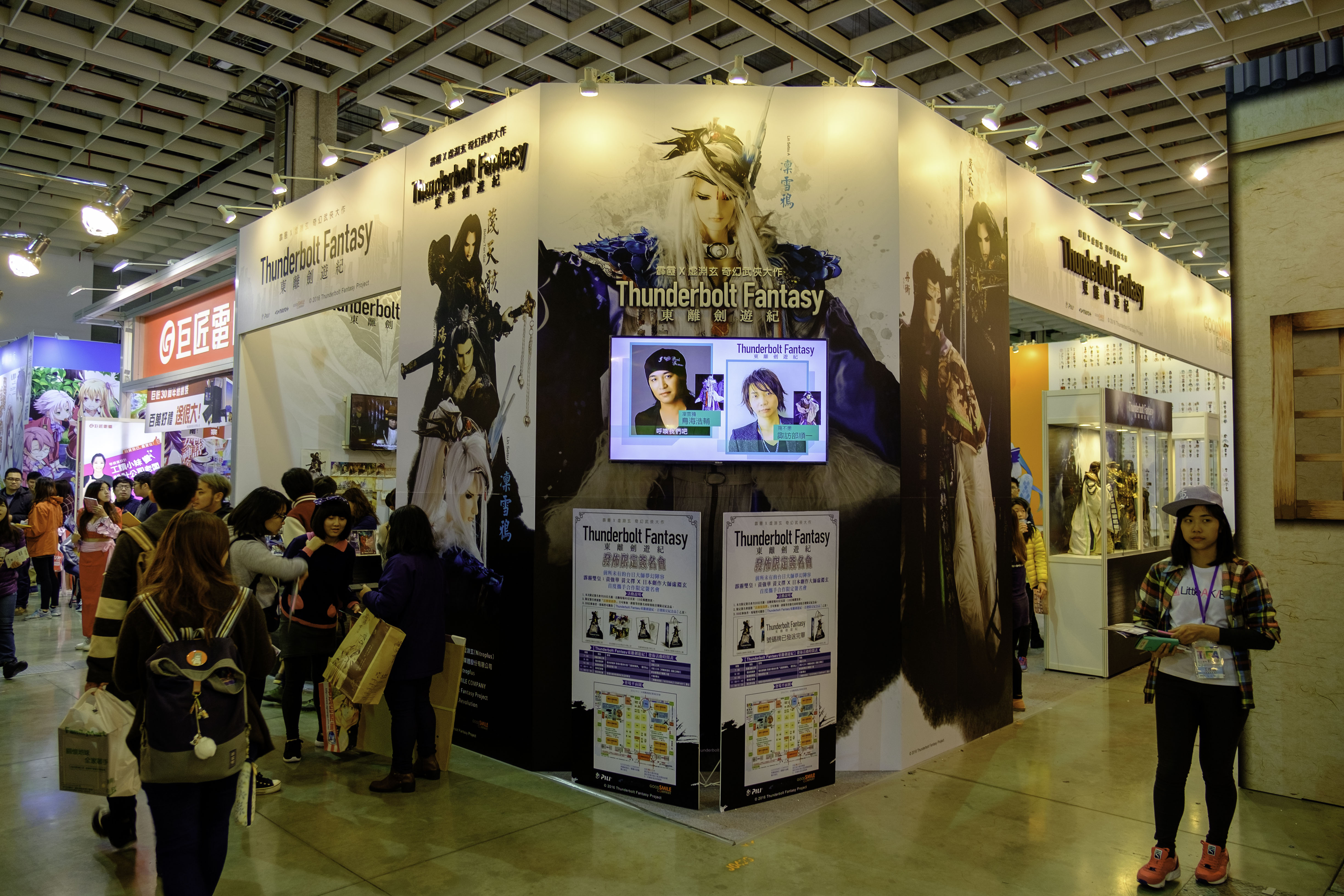
2016年臺北國際動漫節-東離劍遊紀攤位

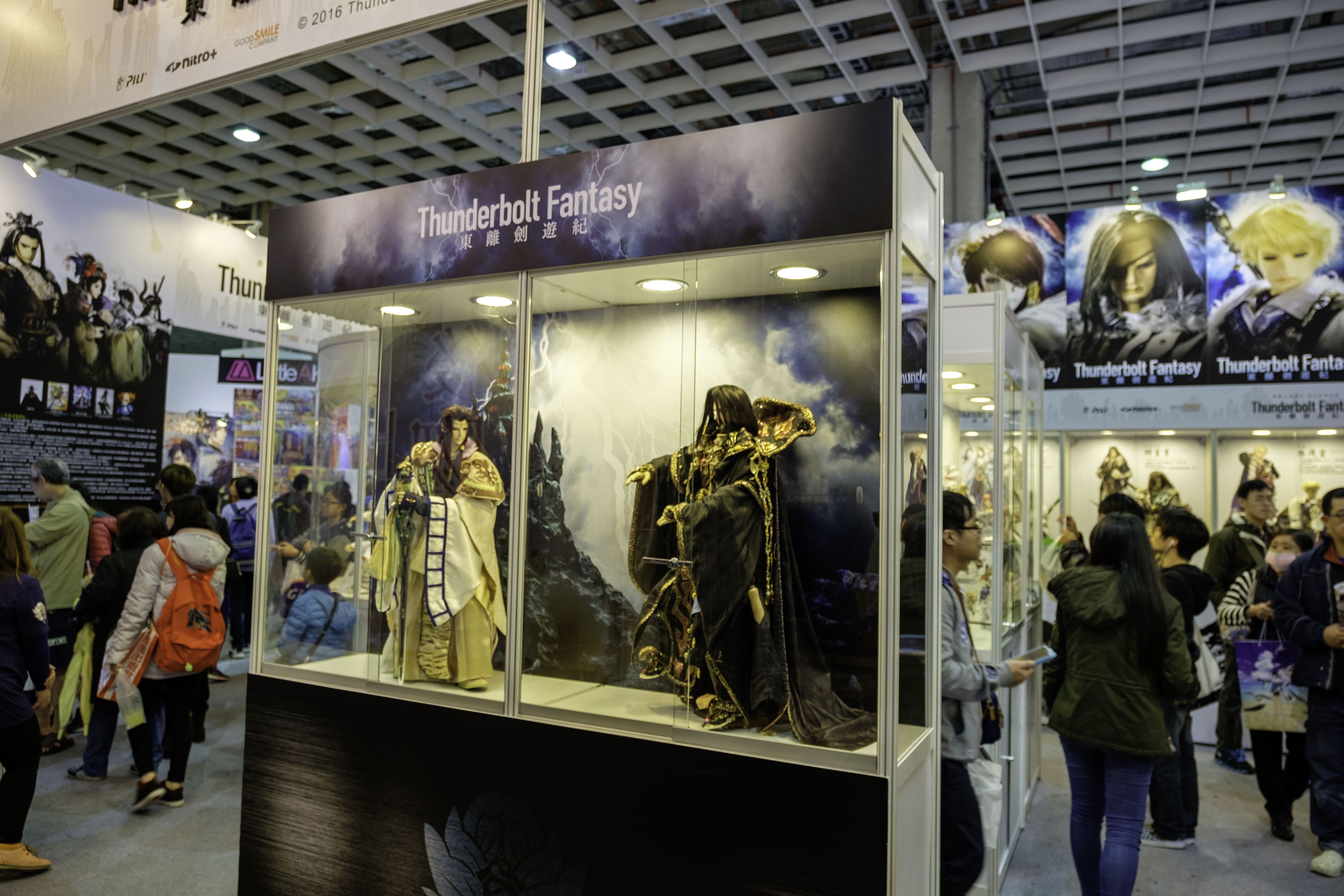
2016年臺北國際動漫節-東離劍遊紀的布袋戲人偶展示

《東離劍遊紀》是臺灣布袋戲首次與日本跨界合作的特攝作品，劇名由霹靂董事長黃強華命名。製作團隊成員為虛淵玄擔任編劇與總監修。布袋戲拍攝由霹靂執行，總導演由黃強華擔任，執行導演為王嘉祥、鄭保品、王泉修，由廠長汪紹權、李宗翰、趙軍賢帶領旗下的操偶師廖嘉升、洪嘉章、吳聖恩、蕭儀村、曾瑞榮、丁振清、劉招星、李易修、邱仲文和吳宜謙等操演人偶。
角色設計由Nitro+的、生肉ATK、擔任。人偶由洪裕傑、洪劍山、劉夢凡與黃偉晉雕刻師製作，人偶服裝造型師為樊仕清、陳有豐。武器由霹靂、Nitro+的設計。音樂由澤野弘之、和田貴史、KOHTA YAMAMOTO製作，岩浪美和擔任音響導演。
《東離劍遊紀》因藉由跨國合作發揮臺灣獨有的布袋戲文化特色，並多次在國際市場創下佳績，故第3季的台日影視合作案獲得文化內容策進院「內容開發專案計畫-前期開發支持」經費補助，第4季再獲選入文化部影視及流行音樂產業局「113年度電視及新媒體內容製作補助案(戲劇類)」之補助名單。

### 劇本
霹靂布袋戲原本的正劇為每集70分鐘，屬於長劇，但為了要在日本電視台播出，《東離劍遊紀》則改以每集30分鐘，每週播出一次的方式；因此故事架構不同於原版布袋戲，就是必須符合日本的播出時段。編劇虛淵玄也透露原先僅是個單集的編劇計畫並無設定為長篇劇集，多虧霹靂團隊的專業、用心以及臺日戲迷的喜歡，才能從2014年8月發展成能橫跨十年的系列作品。
傳統布袋戲的故事以中國傳統價值為基礎，特別是「人間有愛、有恨、有仇」的觀念；但《東離劍遊紀》的故事更簡單，且價值觀和人際關係也更現代。虛淵玄將劇本主題設定為第1季「天刑劍」、第2季「魔劍目錄」，第3季時打亂時間軸想讓故事增加變化，因此加入了「時空」設定、第4季「魔界」融入更多「時空」的隱喻。劇場版第1部《Thunderbolt Fantasy 生死一劍》（簡稱《生死一劍》）為第1季的外傳，以「殺無生」和「殤不患」為主角。第2部《Thunderbolt Fantasy 西幽玹歌》（簡稱《西幽玹歌》）則為「浪巫謠」的外傳。
《東離劍遊紀》的最終結局構思在第2季至《西幽玹歌》之間開始設計，讓戲迷能夠在第3部劇場版《Thunderbolt Fantasy 東離劍遊紀 最終章》（簡稱《最終章》）解答全四季以來的所有伏筆。虛淵玄在接受日本雜誌《Fami通》專訪時曾提到：「《最終章》原本計劃製作成第5季，但由於種種原因，最終不得不將內容壓縮成90分鐘的劇場版。這個變動也影響了第4季的劇情變得緊湊，內容也因此豐富許多。」

### 拍攝與配音
虛淵玄曾於《Newtype》日本動畫雜誌專訪中表示：「布袋戲人偶是根據對話來移動的，且必須以拍攝人員的母語與人偶產生共鳴，否則演出的動作不會帶有任何情感。因此以日文編寫《東離劍遊紀》劇本、先翻譯成中文再到台語。但是，這樣拍攝的素材在姿勢、動作、發音等方面與日語完全不同，因此聲優要運用技巧來彌補這些不足，並根據動作改變說話方式。所以主要在台灣拍攝、然後在日本重新配音，因此這是相當困難且耗時耗力，但這是唯一的方法。」

### 人物、武器與道具
《東離劍遊紀》的女性角色與傳統布袋戲偶有所不同的是，她擁有一雙日本動漫風格的大眼睛，並搭配特別製作的女性纖細手腕，展現出截然不同的美學。《東離劍遊紀》的戲偶主要由4-5位操偶師演出，選角是根據各個操偶師擅長和有興趣的角色類型所決定。
傳統布袋戲是以臺語進行戲偶角色及口白的配音。另外，在劇中重要角色在首度出場和展現招式時，旁白都會以臺語唸一段文言詩句的獨有口白，稱作「出場詩」或「詩號」，用以形容該角色個性、身分、心境、企圖心與重要性的，為布袋戲演出的極大特色之一。而《東離劍遊紀》不同的是，採以日本聲優進行戲偶角色及口白的日語配音。為了保留獨具特色的詩號演出，《東離劍遊紀》所有角色的詩號皆由黃文擇或是其子黃匯峰以臺語朗誦。
霹靂布袋戲藉由戲偶服飾、兵器、道具造型以及色彩搭配，襯托出劇中角色獨特的個性、行事風格與過往經歷。這些元素不僅賦予戲偶鮮明的特質，更彰顯了其在劇中的職業、身份與地位，讓觀眾得以快速認識並深入理解每一位角色。《東離劍遊紀》曾將格林機槍驚雷重砲，以及怪獸歿王、機器人渾天元鎧等特攝偶裝與劇情巧妙的搭配，這是傳統布袋戲中前所未有的創新演繹。

### 音樂
虛淵玄考量到霹靂布袋戲強烈的視覺風格，必須配合同樣強烈又具戲劇性的音樂，最終選擇由澤野弘之負責《東離劍遊紀》全系列的配樂。所有電視劇與劇場版系列的片頭與片尾主題曲，均由日本歌手兼浪巫謠配音的西川貴教演唱；除第1季外，作曲與編曲為澤野弘之負責。原聲帶CD《Thunderbolt Fantasy 東離劍遊紀 Original Soundtrack》於2016年8月24日發行，2018年12月26日發行《東離劍遊紀2期 動畫原聲帶 OST》，之後的原聲帶CD均作為收錄特典與影劇DVD、BD光碟一同發行。

#### 主題曲列表
第1季
- 主題曲〈RAIMEI（日语：RAIMEI）〉（雷鳴）[45]

作詞：井上秋緒，作曲、編曲：淺倉大介，主唱：西川貴教
生死一劍
- 主題曲（雷鳴）（華語翻唱）[46]

主唱：西川貴教
第2季
- 片頭曲[47]

作詞：藤林聖子，作曲、編曲：澤野弘之，主唱：西川貴教
- 片尾曲[47]

作詞：藤林聖子，作曲、編曲：澤野弘之，主唱：西川貴教
西幽玹歌
- 片頭曲[48]

作詞：藤林聖子，作曲、編曲：澤野弘之，主唱：西川貴教、東山奈央（睦天命聲優）
- 插入曲（第2季片頭曲）、（第2季片尾曲）

第3季
- 主題曲[49]

作詞：Endcape，作曲、編曲：澤野弘之，主唱：西川貴教
第4季
- 主題曲〈天叢雲劍--〉[50]

作詞：、，作曲、編曲：澤野弘之，主唱：西川貴教
最終章
- 主題曲〈VOYAGE〉[50]

作詞：藤林聖子，作曲、編曲：澤野弘之，主唱：西川貴教

## 劇情梗概
在對抗魔界的「窮暮之戰」中，人類鍛造出名為「神誨魔械」的兵器。戰後，最強兵器「天刑劍」由護印師兄妹丹衡、丹翡負責守護。然而，丹衡卻被蔑天骸殺害並奪走天刑劍柄。丹翡在殤不患的幫助下，集結了凜雪鴉、狩雲霄、刑亥以及殺無生等人，前往蔑天骸的根據地「七罪塔」。然而，這場看似正義的旅程，卻在凜雪鴉的背叛下變得錯綜複雜。儘管遭遇背叛，殤不患仍破牢而出，最終與蔑天骸展開決戰。蔑天骸在絕境中喚醒了被封印的魔神「妖荼黎」，但殤不患拿出魔劍「劫荒劍」再次將魔神封印。他將此劍託付給丹翡與捲殘雲夫妻，自己則繼續踏上旅程。
殤不患身懷足以引發災難的「魔劍目錄」，因此來自西幽邪教組織「神蝗盟」手下與捕快都緊追不捨。在一場爭奪戰中，殤不患不僅身中劇毒，還遺失了兩把魔劍。在夥伴的幫助下，他雖順利解毒，但其中一把魔劍「七殺天凌」卻蠱惑了新主人婁震戒，使其陷入瘋狂殺戮。為了阻止這場混亂，殤不患與婁震戒決戰，最終婁震戒與七殺天凌雙雙墜入山谷。當殤不患一行人尋找婁震戒的下落時，意外闖入異空間魔宮殿「無界閣」。在穿越異世界的過程中，浪巫謠的過去被揭露，他得知了自己身世的驚人秘密。眾人最終回到西幽皇宮，卻再次陷入險境。與此同時，魔劍七殺天凌與魔族刑亥聯手，復活了兩百年前的「照君臨」。殤不患與夥伴們奮力對抗，最終在萬軍破將軍的犧牲下，成功阻止了刑亥的野心。
擊敗照君臨後，浪巫謠為了向殺害母親的仇人、同時也是他生父的阿爾貝盧法復仇，獨自前往魔界。在魔界中，他被設下圈套，被迫與魔物戰鬥，最終覺醒了體內的魔族血統。此時，魔王阿契努斯發動了第二次「窮暮之戰」，試圖燒盡人間。化名「葬心嬌」的西幽皇女嘲風，為了拯救浪巫謠，闖入魔王城與阿爾貝盧法激戰。她犧牲自己，讓浪巫謠從夢魘中甦醒，親手為母親復仇。最終，殤不患等人齊心協力，破壞了魔王城並擊敗魔界大軍。禍世螟蝗吸收了所有聖劍，化身為巨人，但被殤不患以芙蓉慧刀召喚的「白蓮」使其失去一切。故事的尾聲，凜雪鴉以魔劍「喪月之夜」控制了魔王，成為魔界之王，並引誘殤不患返回魔界。窮暮之戰告終，一切重歸平靜。在因緣際會下，丹翡與捲殘雲則意外發現，殤不患其實是來自未來的「時空旅人」，而他的父母正是浪巫謠與睦天命。

## 放映
《東離劍遊紀》第1季於2016年7月8日起，以臺灣愛奇藝台灣站和巴哈姆特動畫瘋、中國大陸Bilibili平台進行網路首播；臺灣亦有同步實體發行DVD，由統一超商、全家便利商店代為販售。日本於同年7月2日起陸續首播，電視台為TOKYO MX、BS11、AT-X，網路為萬代頻道、U-NEXT、Amazon Prime Video、Niconico生放送等24個平台。亞洲以外的地區由美國Crunchyroll平台於同月8日起首播。第1季於同年9月播出結束後，因各國觀眾回響熱烈，臺日製作團隊也隨即宣布將製作續集。
2017年12月2日和8日分別於日本和臺灣電影院上映《生死一劍》第1部劇場版；美國Crunchyroll平台於2018年2月10日上線，供亞洲以外的地區收看。由臺灣愛奇藝台灣站和中國大陸優酷平台於2018年10月1日起首播《東離劍遊紀2》第2季。日本也於同日起由電視台TOKYO MX、BS11、SUN電視台首播第2季，而網路由萬代頻道、U-NEXT、d動畫商城、Google Play、DMM.com、Hulu等22個平台則於同月2日起陸續首播。自本季開始，優酷網與北斗企鵝工作室合作，於中國大陸推出中文普通話配音版。
2019年10月25日於日本和臺灣同步上映第2部劇場版《西幽玹歌》；亞洲以外的地區由美國Crunchyroll平台於同年12月24日上線。2020年9月12日於公視台語台放送第1季的台語配音版本。因COVID-19疫情的影響，第3季《東離劍遊紀3》延後至2021年4月3日起在臺灣PILI線上看、中華電信MOD、Hami Video、FriDay影音、CATCHPLAY+和MyVideo；日本萬代頻道、Hulu、樂天電視、TELASA、動畫放題等21個網路平台以及電視台由TOKYO MX、BS日視同步進行首播。
於2024年10月5日起在臺灣和日本同步首播《東離劍遊紀4》第4季；臺灣網路平台為PILI線上看、巴哈姆特動畫瘋、中華電信MOD、Hami Video、FriDay影音、LINE TV，日本電視台為TOKYO MX以及網路為萬代頻道、U-NEXT、ABEMA、DMM TV、Flatto Video等14個平台，亞洲以外的地區由美國Crunchyroll平台於2025年1月25日起首播。2025年2月21日在台灣和日本戲院同步上映最終篇章之第3部劇場版《最終章》；美國Crunchyroll平台於同年5月28日首播，並同時公告《東離劍遊紀》全四季的電視劇以及所有的劇場版均已上線，讓日本、中國大陸、臺灣、香港、澳門、泰國以外的地區都能收看。
。

## 發行
臺灣由霹靂於2016年7月至9月期間陸續發行第1季的單集版DVD光碟；2016年12月推出DVD典藏版，全4片；提供日語、台語配音版本。第2季起以造型影音隨身碟或行動硬碟方式，分別在2019年1月發行第2季、2021年10月發行第3季以及第4季於2025年3月發行。劇場版DVD光碟，《生死一劍》於2018年11月發行，《西幽玹歌》於2020年4月發行，而《最終章》則於2025年7月發行BD與DVD雙碟版。
日本全系列的DVD、BD光碟由索尼Aniplex發行，內容包含以CD光碟收錄的原聲帶或廣播劇。第1季、第2季、第3季和第4季，分別於2016年9月、2018年12月、2021年7月和2025年1月開始發行。劇場版《生死一劍》、《西幽玹歌》與《最終章》，分別於2018年4月、2020年5月與2025年5月發行。

## 相關媒體

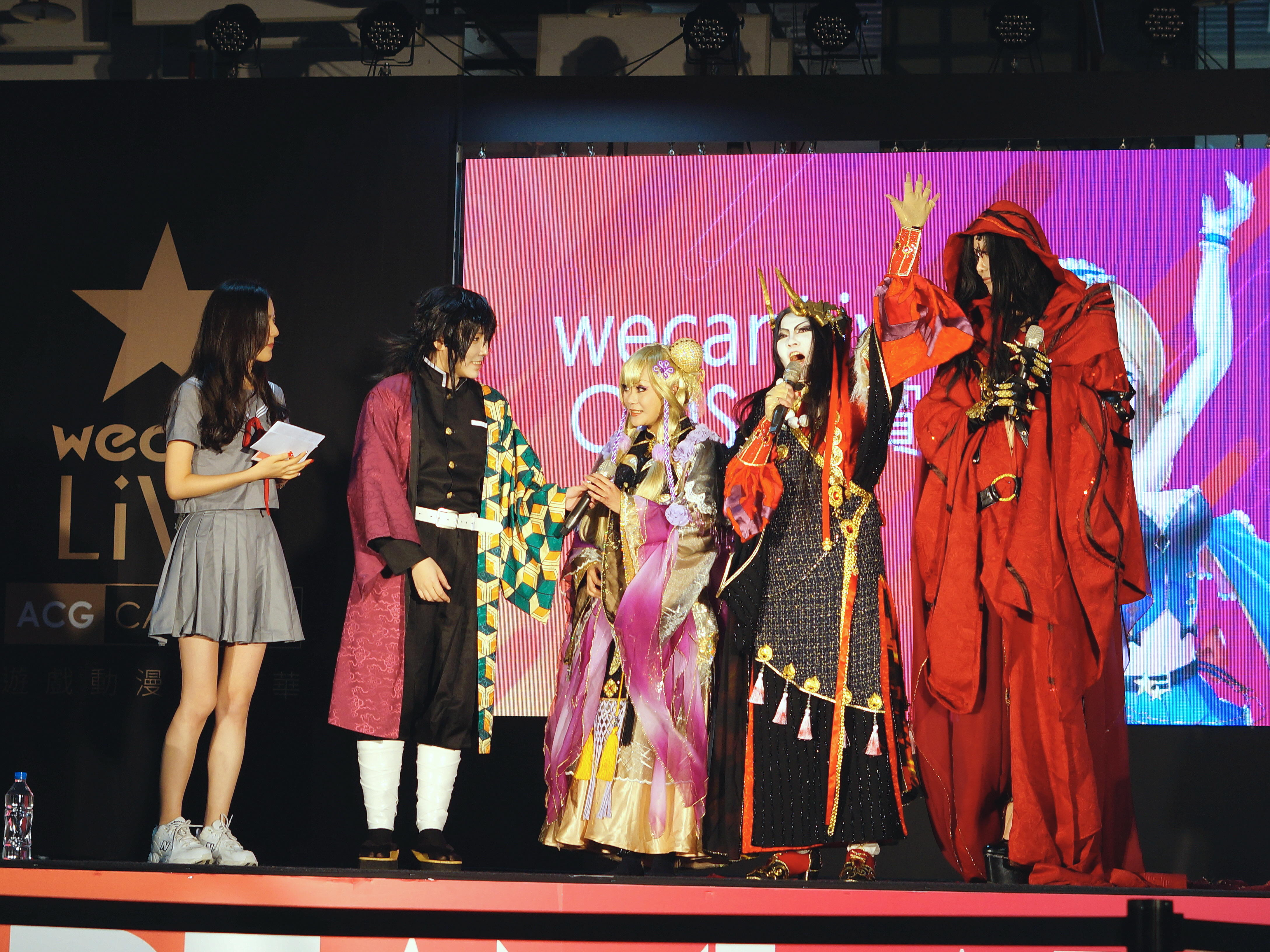
第二屆wecanLive遊戲動漫嘉年華《wecanLive Cosplay大賞》之Cosplay成蠍瓔珞（中）、諦空（右二）的參賽者

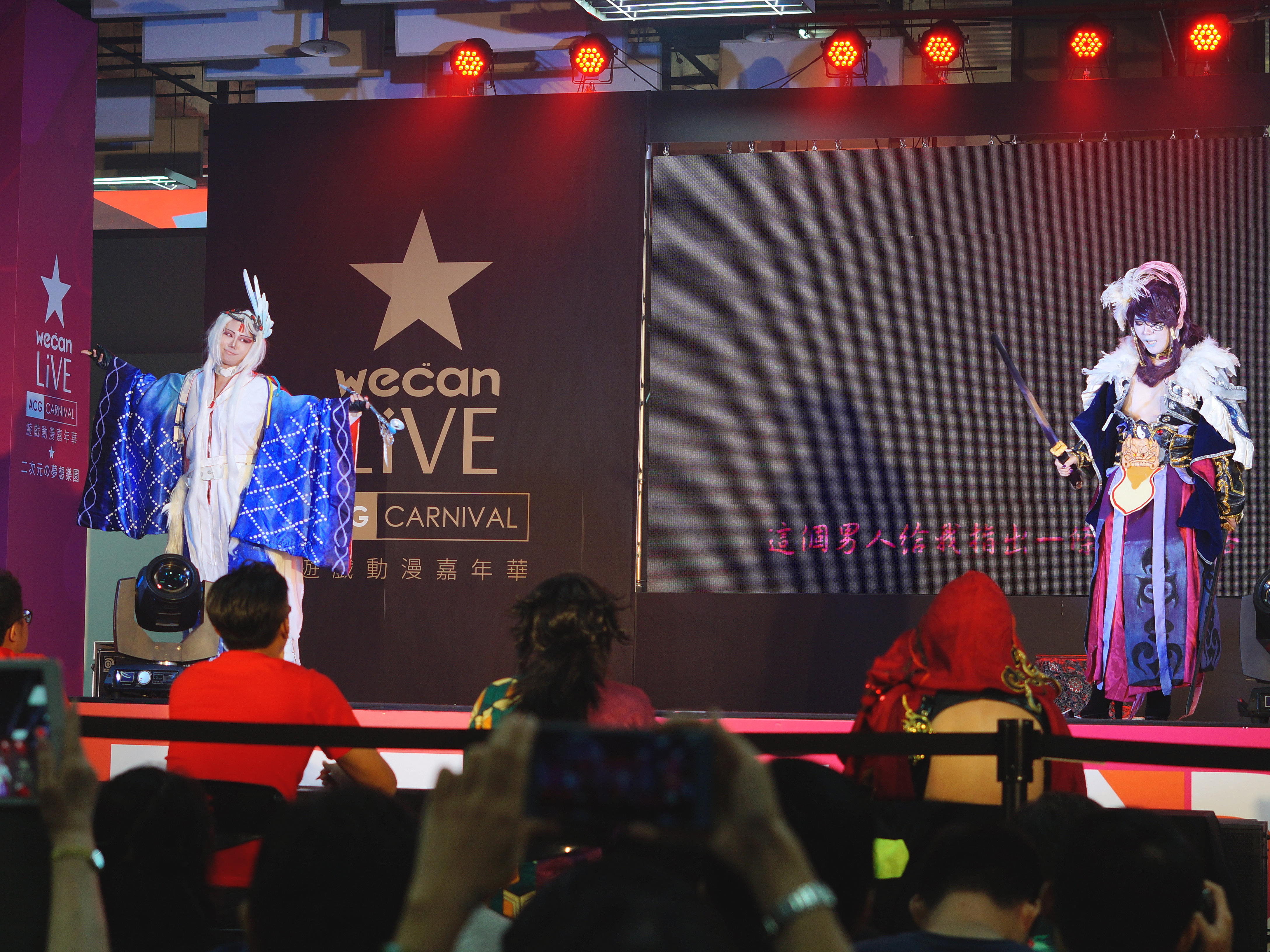
第二屆wecanLive遊戲動漫嘉年華《wecanLive Cosplay大賞》之Cosplay成凜雪鴉（左）、殺無生（右）的參賽者

### 漫畫
同名漫畫由佐久間結衣作畫，並連載於日本講談社漫畫雜誌《Morning》，單行本於2016年9月至翌年4月之間發行，全4卷。中文版由臺灣原動力文化在2017年10月至翌年1月之間陸續出版。英文版合併成全2卷，第1-2冊為第1卷，第3-4冊為第2卷，由美國Seven Seas在2022年12月和翌年1月出版。
以護印師丹翡為視點描繪的外傳漫畫由霜月灰吏作畫，於2016年9月於日本秋田書店網路漫畫雜誌《CHAMPION CROSS》開始連載，2017年3月發行單行本，全1卷。中文版由臺灣原動力文化在2017年8月出版。由、漫畫家執筆繪製的四格漫畫，於日本武士道《月刊Bushiroad》2017年3月號開始連載。2018年10月發行單行本，全1卷。
日本角川書店邀請多位繪師，由、與等人作畫的漫畫合集，於2016年10月發行，全1卷。中文版由臺灣原動力文化2017年8月出版，譯作《Thunderbolt Fantasy 東離劍遊紀 創作合輯ANTHOLOGY》。
2021年4月日本武士道發行漫畫作品之精選集，收錄、與等多位繪師的漫畫創作。

### 小說
以刑亥篇和殺無生篇所構成的外傳小說，刑亥篇由《樂園追放mission.0》作者擔任執筆，而殺無生篇則由《殺戮兔女郎》作家江波光則執筆；由日本Nitroplus Books於2017年4月發行，全1卷。中文版於2017年11月由台灣角川出版，譯作《Thunderbolt Fantasy 東離劍遊紀 外傳》。
由日本星海社分別於2024年9月和10月發行與小說，全2卷；上卷以凜雪鴉和天刑劍為題材，下卷則殤不患攻略七罪塔為主軸的冒險故事，由作家寫作，詹豐瑄負責插圖。
最終章的特典外傳小說和，前者講述凜雪鴉、廉耆的相遇，後者則描寫殤不患的童年。由作家撰寫，插圖為、繪製。兩冊小說皆於2025年5月28日以電子書形式在日本BOOK☆WALKER上發售。

### 畫冊與設定集
日本Nitro+收錄東離劍遊紀各個角色的設計圖像，以及虛淵玄和設計畫師對該角色的訪談，包含創作人物的靈感和心得，於2016年8月出版。接著在2017年1月出版，內容收錄所有登場人物插圖、戲偶資料、世界觀設定和劇情概要完整版的寫真書。
於2019年1月和2021年8月日本Nitro+分別發行官方設定集和，收錄角色設定、美術設計、製作解說、幕後團隊專訪。而於2025年3月發售。
中文版寫真書《Thunderbolt Fantasy 東離劍遊紀 東離群俠傳》由臺灣青文出版社分別於2016年11月和2019年1月出版，全2卷。2021年9月由臺灣大塊文化出版中文版官方設定集《Thunderbolt Fantasy 東離劍遊紀 官方設定集》。

### 電子遊戲
由艾肯娛樂與傲世堂依劇集內容共同製作的RPG手機遊戲《Thunderbolt Fantasy 東離劍遊紀之生死一劍》，於2018年1月11日封測，後年6月18日因合約到期而停止營運。另於2023年4月13日上市由迪諾遊戲代理的ARPG手機遊戲《東離劍遊紀 M》，後於2024年8月24日停止運營。
《東離劍遊紀》與MMOG線上遊戲《刀劍亂舞》分別在2017年與2018年愚人節特別合作企劃中拍攝聲優梗短劇，片中為凜雪鴉與三日月宗近（鳥海浩輔配音），以及殤不患與千子村正（諏訪部順一配音）為主角進行刀劍對決。霹靂於2021年愚人節宣布，為了紀念4月3日首播的《東離劍遊紀 3》，與RPG手機遊戲《Fate/Grand Order》聯動，於4月2日合作推出限定短片，劇情為凜雪鴉化身御主召喚從者「阿爾托莉亞·潘德拉剛（Saber）」現身東離，與殤不患展開武林決戰。MMORPG線上遊戲《神州 Online》與《東離劍遊紀》在2024年10月8日至2025年2月27日期間推出限定合作企劃，以合作場景重現殤不患與凜雪鴉、浪巫謠的初遇場面，並可獲得報酬為殤不患的降神魂魄。

### 舞台劇
日本寶塚歌劇團根據《東離劍遊紀》第1季的劇情，於2018年9月13日至24日在日本東京日本青年館演出真人舞台劇「異次元武俠音樂劇《Thunderbolt Fantasy 東離劍遊紀》」。接著在同年10月20日至28日於台灣台北國家戲劇院，以及11月2日至5日於高雄市文化中心至德堂分別舉辦公演。2021年12月22日於日本CS廣播寶塚歌劇頻道「TAKARAZUKA SKY STAGE」播出先前在台灣公演的演出。

## 反響

### 評價與影響
布袋戲獨特的「偶動畫」具有全球性差異化的競爭力，而進一步讓《東離劍遊紀》有機會與日本動漫產業大廠合作跨足動畫市場，在日本、中國大陸、歐美等市場成功打響知名度，拍攝布袋戲過程的創新與嘗試。最終開創了臺灣布袋戲史許多的第一次。《聖石傳說》布袋戲電影曾在日本上映，但沒有獲得太多的迴響；虛淵玄認為是當時的戲偶造型不符日本人的美感，經調整後的《東離劍遊紀》在日本造成話題。而虛淵玄接受台灣《鏡週刊》雜誌專訪時表示：「一開始創作時，很擔心台灣觀眾不易接受有別於傳統布袋戲的表現手法，但沒想到觀眾的接受度超高，我得到非常溫暖的支持。」日本的工作人員也喜愛布袋戲，並表達能持續合作下去的意願。
外傳小說作者江波光則提到，初次觀看《東離劍遊紀》時，最讓他印象深刻的部分是武打戲，很多都是真人無法做到的動作。擔任殤不患聲優的諏訪部順一則提到，《東離劍遊紀》與原本想像的日本傳統藝能之人形劇完全不一樣，因流暢的武打動作搭配特效，加上細緻的戲偶等特色而大感驚訝。為《東離劍遊紀》演唱主題曲與配音演出浪巫謠的西川貴教在專訪中說到：「對於布袋戲的看法，就像西方國家的人初次接觸日本動畫時，帶著驚奇與新鮮感體驗作品。也期望能讓更多人發現布袋戲的魅力，甚至成為臺灣代表性的文化符號。」另於臺灣與外媒的報導中，曾提到《東離劍遊紀》搭配霹靂布袋戲的聲光效果，加上戲偶細膩的動作與演出，每個細節都讓觀眾為之震撼，也讓布袋戲成功在日本闖出名號。以布袋戲特有的實景拍攝方式呈現ACG熱血場景，受到包括日本及海內外動漫迷與布袋戲迷兩大族群的喜愛。《最終章》劇場版因受到國際矚目，曾入選2025年瑞士紐沙特奇幻影展的亞洲競賽單元，參與放映會的臺灣駐日內瓦辦事處現任處長李冠德向霹靂團隊致意時表示：「布袋戲是臺灣重要的傳統藝術。」
在美國多篇的報章雜誌中提到，《東離劍遊紀》有點類似日本漫畫《JoJo的奇妙冒險》，每一個角色設定都很有趣且過於荒謬，但這種風格適合以戲偶進行演出，彰顯肢體語言的傳達能力。這些角色藉由霹靂布袋戲團隊出色的戲偶操作、流暢的動態攝影和視覺特效被賦予了生命。《東離劍遊紀》的故事性質較接近武俠小說、史詩奇幻，而非歷史小說。再加上其劇情架構的緊湊、荒誕、精巧且文筆流暢，以及布袋戲偶華麗的服裝和佈景設計，成功吸引到觀眾的目光。台灣知名動漫YouTuber A Jie談到觀影體驗：「原來台灣就有這麼棒的影像製作水準。」有別於日本動畫礙於經費時好時壞的動作場面。《東離劍遊紀》第４季曾將機器人兵械穿越時空進入劇中，這是布袋戲中前所未有的創新演繹，掀起粉絲熱烈的討論。
根據中國時報的《最終章》劇場版影評提到：「三大主角皆有讓人滿意的收尾，而反派也有驚喜的結局，但意想不到的最終反轉，就是一個故事的結束，也是另一場冒險的開始，這讓人敬佩編劇虛淵玄埋伏筆的功力。」霹靂總經理黃亮勛表示：「這十年來與日本編劇虛淵玄共同合作製作《東離劍遊紀》的期間，所達到的成就超乎想像！因為結合日本動漫元素的創作受到全球粉絲的青睞，也使得日本及歐美的粉絲專程到台灣觀看電影，並用心學習台語以及瞭解布袋戲文化。」而霹靂董事長黃強華則提到，未來將與美國、日本共同製作以賽博龐克為主題的新片。

### 收視與票房
《東離劍遊紀》第1季在日本Niconico動畫吸引不少日本觀眾的注意和目光，並被評為「2016夏番評分」動畫排名第一。另在語言文化有極大差異的美國，《東離劍遊紀》仍有一定程度的吸引力，因此在動畫新聞網「Summer 2016 Anime 評價最佳30部動畫作品」排名第12。第1季在日本3家電視台播出第1集後，相關的2個推特標籤與都擠進熱門討論排行榜。
《東離劍遊紀》第3季播出一個月後，登上各影音平台前十大熱播排行榜，並奪下動漫分類冠軍；在日本電視台播出後收視率節節攀升，TOKYO MX電視台更於完結前決定立即重播。第1-3季在日本ABEMA影音平台連播，引起戲迷追劇狂潮，創下11.1萬人的線上觀看紀錄，在2024年9月27日更是在X社群平台擠進關鍵字排行榜。《東離劍遊紀》第4季在Ott/vod 隨選影音觀測站中，臺灣Line TV的2024年12月22日之點閱次數排行為第8名，把當紅陸劇《長樂曲》和《不愛，愛》臺劇擠下，也是唯一一部進入此排行榜的布袋戲。
第1部劇場版《生死一劍》在臺灣台北首週票房為前10名，而日本上映當天票房告捷，各地戲院頻頻傳出滿座消息，看過的觀眾都給予極高的評價，可說是零負評。《西幽玹歌》第2部劇場版在日本上映首周的「電影情報網站PIA滿意度」調查第2名，並獲得「獨立小型劇院排名」第1名，第二周的累積票房已超越《生死一劍》，最終票房達2,300萬元日圓；臺灣票房則突破300萬新台幣。第3部劇場版《最終章》截至2025年3月2日止，台灣票房突破500萬新台幣且持續上升；而日本票房達到約3,000萬日圓，也拿下2025年2月21日至23日之「限定規模發行票房」的第1名。《最終章》的臺日票房均為劇場版系列中最高。

## 外部連結
- 官方网站 （繁體中文）（页面存档备份，存于）